# 超級大細路
超級大細路是香港有線電視娛樂台的電視節目，在星期六晚上8時至9時的黃金時段播出，由吳君如及陳子聰主持。2006年12月16日起，改由吳君如及鄒凱光任主持。
節目每集訪問一位藝人或名人嘉賓，內容主要圍繞他們的童年生活。每集亦會由嘉賓及兩位主持，每人獨自與一位小孩玩遊戲，令小朋友達成某些目的，例如向人說謊隱瞞事實等，以測試小朋友的反應。

## 每集嘉賓

### 2006年
| 集數(首播日期)    | 嘉賓                    |
| 第一集 (11月4日)  | 林海峰                  |
| 第二集 (11月11日) | 蘇民峰                  |
| 第三集 (11月18日) | 原子鏸                  |
| 第四集 (12月2日)  | 尹子維、連凱            |
| 第五集 (12月9日)  | 江欣燕                  |
| 第六集 (12月16日) | 詹瑞文                  |
| 第七集 (12月23日) | 林子聰 (肥仔聰)、谷祖琳 |
| 第八集 (12月30日) | I Love U Boyz           |

- 註：11月25日因播放台灣金馬獎，暫停播映。

### 2007年
| 集數(首播日期)  | 嘉賓   |
| 第九集 (1月6日) | 張達明 |

## 連結
- http://www.21126888.com/highlight/0612/entertainment/0006.asp%5B%5D
- https://web.archive.org/web/20070216055038/http://www.takungpao.com/news/06/11/04/UL-645762.htm
- https://web.archive.org/web/20070929092501/http://www.singtaonet.com:82/hot_news/gd_20061117/t20061117_395419.html
- https://web.archive.org/web/20081024043954/http://www.wenweipo.com/news.phtml?news_id=EN0611170012&cat=011EN
- https://web.archive.org/web/20081024070118/http://www1.appledaily.atnext.com/template/apple/art_main.cfm?iss_id=20061111&sec_id=462&subsec_id=830&art_id=6502973
- http://www.mingpaosf.com/htm/News/20061111/HK-mcm1.htm （页面存档备份，存于）